# The Color Fred
The Color Fred es una banda de rock alternativo formada en 2003 por el guitarrista/cantante de Taking Back Sunday Fred Mascherino. Fred salió de Taking Back Sunday en 2007 para dedicarse completamente a su nueva banda.

## Miembros
- Fred Mascherino - voz, guitarra rítmica
- Chris Poulsen - bajo
- Jeff Judy - guitarra principal
- Carter Wilson - batería

## Discografía
- Bend to Break (2007)
- The Intervention EP (2009)

### Singles
- Hate to See You Go
- If I Surrender"